# Łyżka (sztuciec)

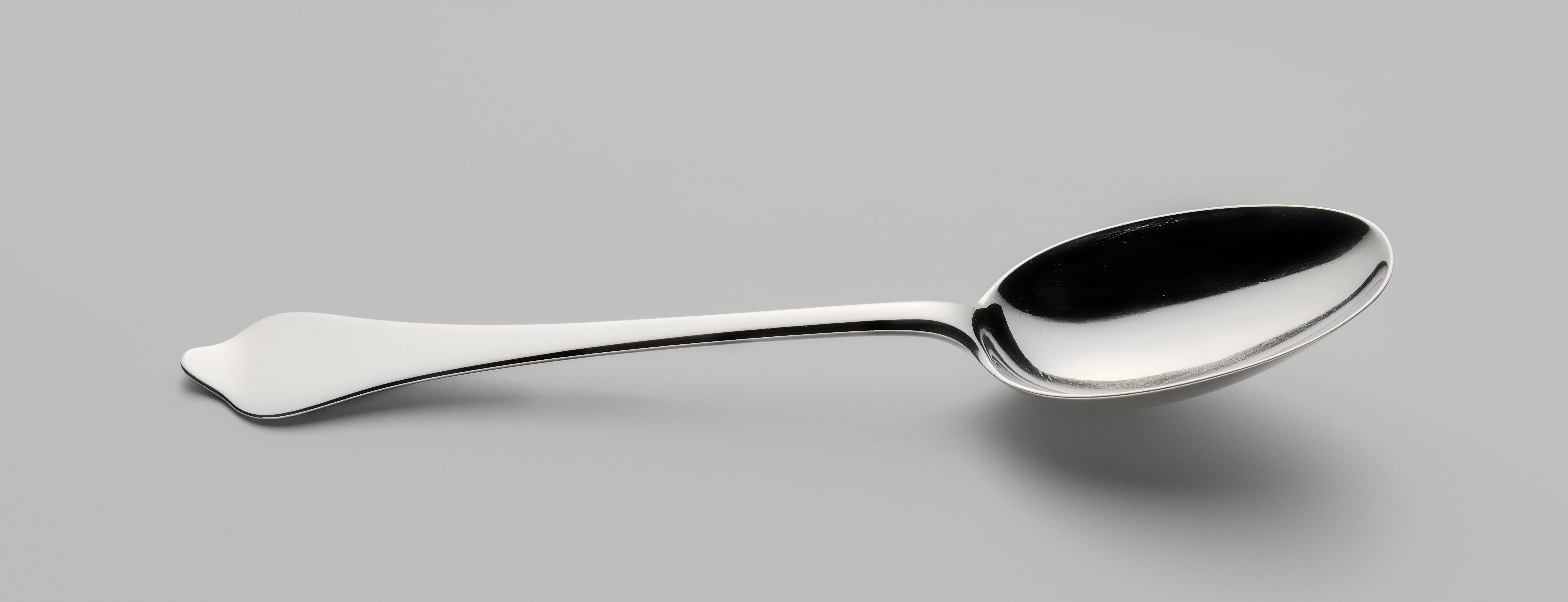
Srebrna łyżka

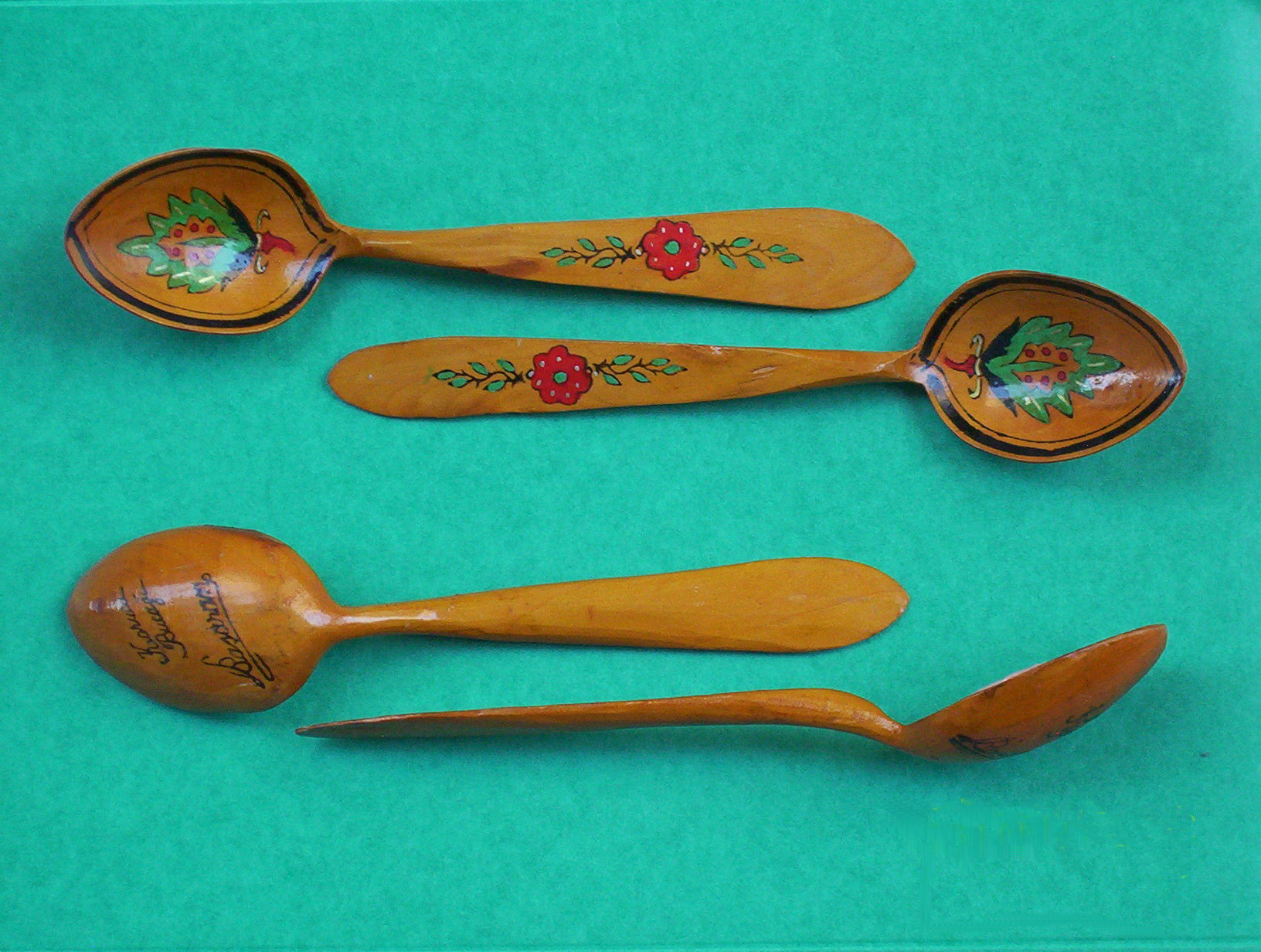
Zdobione drewniane łyżki

Łyżka – sztuciec składający się z małej miseczki zamocowanej na trzonku, służący do nabierania potraw, przede wszystkim płynnych.
Łyżka często wykonana jest z metalu, może też być zrobiona z tworzywa sztucznego, porcelany czy kości słoniowej.

## Rodzaje łyżek
Wyróżnia się łyżki:
- łyżki stołowe
- łyżeczki do herbaty
- łyżeczki do kawy (mniejsze od tych do herbaty)
- łyżeczki do deserów
- łyżeczki do cukru
- łyżeczki do soli.

Łyżki mogą także służyć jako instrumenty muzyczne.

## Etymologia
Rzeczownik "łyżka" pochodzi od starosłowiańskiego lyžьka (także: lъžьka, lъžica i lyžica), będącego zdrobnieniem rzeczownika lъga pochodzącego od praindoeuropejskiego lūgā (leu-/lu-: "odcięty kawałek drewna", stąd lūgā oznaczało "kawałek drewna służący do nabierania pokarmów"). Termin w formie lisze po raz pierwszy został odnotowany w języku polskim w roku 1418. W haśle omawiającym leksem "łyżka" w Słowniku polszczyzny XVI wieku  można znaleźć ok. 150 użyć tego wyrazu.
Drewniana łyżka nosi nazwę kopyść (staropol. warzecha, warząchew).

## Historia
Starożytni Egipcjanie wykorzystywali łyżki wykonane z kości słoniowej, krzemienia, łupka i drewna; wiele z nich jest ozdobionych symbolami religijnymi. Wykorzystywali je głównie do celów religijnych (np. sypanie kadzidła). W okresie neolitu na Sardynii panowała cywilizacja Ozieri, używająca ceramicznych chochel i łyżek. W Chinach za czasów dynastii Shang łyżki wykonywano z kości. Wczesne łyżki z brązu w Chinach miały ostry czubek. Starożytni Chińczycy później wykonywali również łyżki porcelanowe. Łyżki starożytnych Greków i Rzymian były wykonane głównie z brązu i srebra, a ich trzonek miał zazwyczaj zaostrzony kształt. Były stosunkowo płaskie i czerpano nimi wino. W Muzeum Brytyjskim znajduje się wiele przykładów, na podstawie których można ustalić kształty różnych typów łyżek, przy czym najbardziej znaczące różnice można znaleźć w miejscu połączenia miseczki z uchwytem.  Starożytni Grecy nazywali łyżkę mystron (μύστρον), a do jedzenia używali także kawałków chleba wydrążonych w kształcie łyżki, które nazywali mystile (μυστίλη).
W średniowieczu używano łyżek w formie bliskiej współczesnej – w ubogich domach strugano łyżki z drewna, w domach średniozamożnych dość popularne były sztućce odlewane z cyny przez konwisarzy. Stosunkowo drogie łyżki srebrne, kute lub odlewane przez złotników, były używane na dworach królewskich i magnackich oraz w zamożnych domach mieszczańskich i szlacheckich; często były bogato zdobione ornamentami. W średniowieczu używano tylko łyżek i noży, nie używano widelców.
Na gotyckich ucztach dworskich w Zachodniej Europie przy każdej zastawie biesiadnika znajdowała się łyżka zwrócona czerpakiem do krawędzi stołu.
W Polsce w renesansie na jednym z prostokątnych boków łyżki często umieszczano drobne sentencje lub przysłowia w języku polskim, łacińskim lub niemieckim.
Srebrne łyżeczki były częstym prezentem dla dziecka z okazji chrztu. Srebro miało odstraszać demony, wampiry i inne złe duchy. Natomiast w praktyce srebro działało antyseptycznie i przeciwzapalnie, gdy dziecko używało łyżeczki.